# Sarah Bouyain
Sarah Bouyain es una escritora y directora de cine franco-burkinesa, hija de madre francesa y padre franco-burkinés. Estudió matemáticas y luego se pasó a la cinematografía, estudiando en la Escuela Lumière y después trabajó como cámara.

## Películas
- Niararaye (1997)
- Les enfants du Blanc (2000)
- Notre Étrangère   (2010)

## Libros
- Métisse façon (2003)